# Канва (ткань)
Канва́ (фр. canevas) — сетчатая хлопчатобумажная (иногда льняная) ткань. Применяется как основа или трафарет при вышивании, иногда как прокладочный материал в одежде.
Для вышивки в основном используется канва Аида, реже канва равномерного переплетения и неравномерного.
Канва Аида состоит из чистого хлопка. Это жесткая ткань, нити жестко вплетены одна в другую, такое переплетение создает хорошо обозначенные квадраты, которые легко считать.
Канва равномерного переплетения плотнее, без четко обозначенных квадратов. Вышивают на ней через 3-4 нити.